# Arthur H. Vandenberg

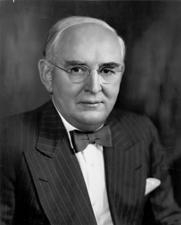
Arthur H. Vandenberg

Arthur Hendrick Vandenberg (* 22. März 1884 in Grand Rapids, Michigan; † 18. April 1951 ebenda) war ein US-amerikanischer Politiker. Als Mitglied der Republikanischen Partei vertrat er den Bundesstaat Michigan von 1928 bis zu seinem Tode 1951 im US-Senat. Von 1947 bis 1949 amtierte er zusätzlich als Präsident pro tempore des Senats.

## Leben

### Früherer Werdegang
Vandenberg stammte aus der Stadt Grand Rapids im Bundesstaat Michigan, wo er in recht einfachen Verhältnissen aufwuchs. Nach dem Besuch der öffentlichen Schulen studierte er an der University of Michigan Rechtswissenschaften. Seinen Abschluss machte er im Jahr 1901. Nach seinem Studium lebte er bis 1906 in New York City, wo er beim Magazin Collier’s arbeitete. Auch nach seiner Rückkehr nach Michigan blieb Vandenberg im Zeitungswesen tätig. Unter anderem arbeitete er bei der Tageszeitung Grand Rapids Herald, wo er den früheren US-Senator William Alden Smith kennenlernte. Smith förderte Vandenbergs beginnende politische Laufbahn, der sich zwischenzeitlich der Republikanischen Partei anschloss.

### Laufbahn im US-Senat

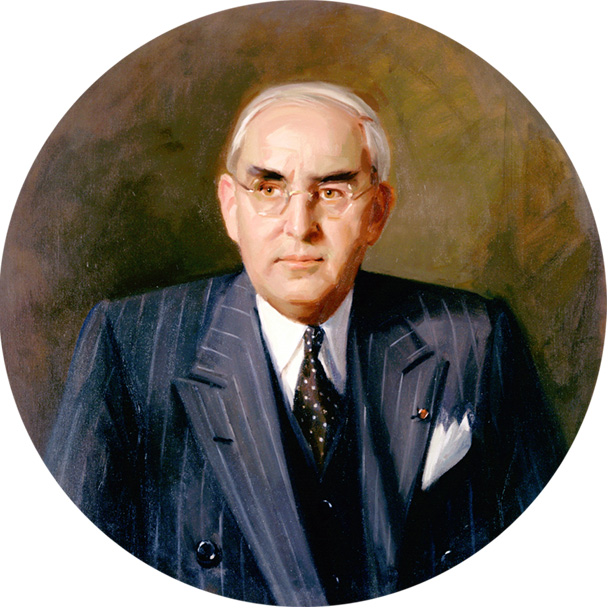
Ölgemälde von Arthur Vandenberg

Im März 1928 starb der Senator Woodbridge Nathan Ferris im Amt. Für den Rest der Amtszeit wurde Vandenberg durch Gouverneur Fred W. Green zum neuen Senator ernannt. Am 31. März 1928 wurde er in diesem Amt vereidigt. Im November 1928 konnte er die erste reguläre Wahl zum Senator für Michigan mühelos gewinnen. Es folgten 1934, 1940 und 1946 Wiederwahlen in den Kongress. Nach Antritt seiner ersten kompletten Amtszeit von sechs Jahren im März 1929 unterstützte er zunächst die Politik des republikanischen Präsidenten Herbert Hoover, später kritisierte er dessen Krisenmanagement nach Beginn der Weltwirtschaftskrise. Nachdem Franklin D. Roosevelt 1933 neuer Präsident wurde, unterstützte er anfangs auch einige der Maßnahmen des New Deal. Ab etwa 1935 gehörte Vandenberg jedoch zu einem der größten Kritiker des von Roosevelt initiierten Reformprogramms. Da jedoch die Demokraten im Kongress über deutliche Mehrheiten verfügten, war der Präsident nicht auf die Zustimmung der Republikaner angewiesen.
Im Senat gehörte Vandenberg dem Auswärtigen Ausschuss an. In den 1930ern war ein strenger Befürworter einer neutralen US-Außenpolitik. Mit Beginn des Zweiten Weltkrieges gab er seine isolationistische Haltung auf und unterstützte die Politik der Roosevelt-Administration. In seiner wichtigsten Rede im Senat, die er am 10. Januar 1945 hielt, bekannte sich Vandenberg ausdrücklich zum Internationalismus der amerikanischen Außenpolitik.   Nach Beginn des Kalten Krieges übernahm er den Vorsitz des Auswärtigen Ausschusses. In dieser Funktion arbeitete er eng mit der Regierung von Präsident Harry S. Truman (Kabinett Truman) zusammen, obwohl er innenpolitisch der progressiven Agenda des Weißen Hauses kritisch gegenüberstand. Vandenberg stimmte dem Marshallplan zu und verstand sich als Befürworter der Truman-Doktrin. Als die Republikaner infolge der Kongresswahlen des Jahres 1946 erstmals seit Anfang der 1930er wieder die Mehrheit in beiden Kammern des US-Kongresses errangen, wurde Vandenberg als inzwischen dienstältester Senator seiner Partei zum Senatspräsident pro tempore. Dieses Amt trat er mit Zusammentritt des 80. Kongresses im Januar 1947 an. In der Nachfolge des Präsidenten befand er sich durch eine Vakanz im Amt des Vizepräsidenten schon an zweiter Stelle nach dem Sprecher des Repräsentantenhauses. Nachdem jedoch im Zuge der Wahlen des Jahres 1948 die Demokraten erneut die Kongressmehrheit errangen, musste er im Januar 1949 das Amt des Senatspräsidenten wieder an seinen Vorgänger Kenneth McKellar abgeben.

### Ambitionen auf die Präsidentschaft

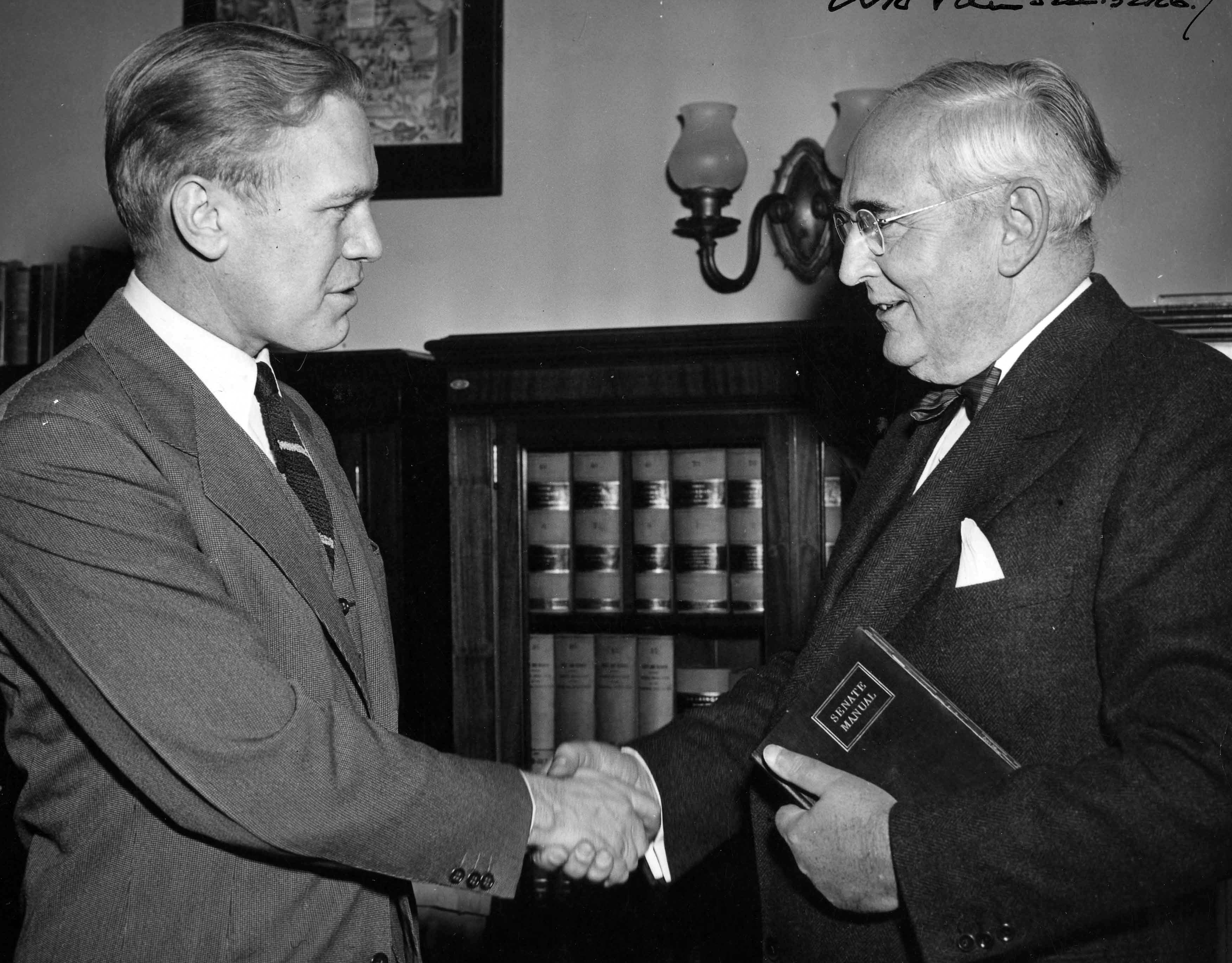
Senator Vandenberg (rechts) begrüßt 1949 den neu gewählten Kongressabgeordneten und späteren US-Präsidenten Gerald Ford

Vandenberg wurde erstmals zur Präsidentschaftswahl von 1940 als potentieller Kandidat seiner Partei gehandelt. Besonders in seinem Heimatstaat Michigan sahen viele einer Kandidatur für das Weiße Haus positiv entgegen. Zunächst schien alles auf einen Wettkampf zwischen Vandenberg, dem liberalen Distriktstaatsanwalt Thomas E. Dewey und dem konservativen Senator Robert A. Taft hinauszulaufen. Doch am Ende konnte sich der liberale und charismatisch wahrgenommene Anwalt Wendell Willkie durchsetzen, der sich dann bei der eigentlichen Wahl dem Amtsinhaber Franklin D. Roosevelt geschlagen geben musste. Vandenberg hatte seine Bewerbung auf dem republikanischen Nominierungsparteitag nach dem fünften von insgesamt sieben Wahlgängen zurückgezogen. Vier Jahre später, bei der Wahl 1944, stand eine Kandidatur Vandenbergs nicht zur Diskussion.
Bei der Präsidentschaftswahl 1948 war er erneut Wunschkandidat („Favorite Son“) der Parteitagsdelegation aus Michigan, auch wenn er sich anders als 1940 nicht aktiv um das höchste Staatsamt bewarb. Als republikanischer Spitzenkandidat wurde dann der Gouverneur von New York Thomas E. Dewey nominiert, der bei der anschließenden Wahl hingegen Präsident Truman unterlag. Vandenberg war 1948 außerdem der prominenteste Wahlkämpfer des späteren US-Präsidenten Gerald Ford, der bei dieser Wahl erstmals sein Mandat im Repräsentantenhaus errang und damit seine politische Karriere begann. Ford stammte nämlich wie auch Vandenberg aus Grand Rapids.

### Tod
Vandenberg starb am 18. April 1951 im Alter von 67 Jahren an Krebs; knapp zwei Jahre vor Ablauf seiner Amtsperiode. Blair Moody beendete die Legislaturperiode, nachdem ihn Gouverneur G. Mennen Williams zum neuen Senator ernannt hatte. Auf den Oak Hill Cemetery in Grand Rapids findet der ehemalige Senator seine letzte Ruhe.

## Privates
Vandenberg heiratete 1906 seine Jugendliebe Elizabeth Watson, mit der er drei Kinder hatte. Nach dem überraschend frühen Tod seiner Frau im Jahr 1917 heiratete er 1918 erneut. Die Ehe mit seiner zweiten Frau Hazel Whitaker blieb kinderlos. Vandenberg war außerdem aktiver Freimaurer.